# 卢侍伯
卢侍伯（？—534年），范阳郡涿县（今河北省涿州市）人，出自范阳卢氏南祖，后燕征北大将军、幽州刺史卢溥玄孙，北魏官员。

## 生平
卢侍伯和哥哥卢附伯都有学问知识，在永熙年间官至卫大将军、南岐州刺史。永熙三年（534年）四月，魏孝武帝元修派遣著作郎姚幼瑜持节慰劳关西贺拔岳军团，任命宇文泰为侍中、骠骑大将军、开府仪同三司、关西大都督、略阳县公，可以根据实际情况不经请示直接任命关西地区各级官吏，使持节如故。宇文泰于是任命寇洛为泾州刺史，李弼为秦州刺史，前略阳太守张献为南岐州刺史。南岐州刺史卢侍伯不接受被取代职务，宇文泰派遣轻装骑兵偷袭，将卢侍伯擒获，卢侍伯自杀。

## 家族

### 高祖
- 卢溥，后燕征北大将军、幽州刺史

### 兄弟
- 卢附伯，北魏沧州平东府长史

### 堂兄弟
- 卢洪，北魏高阳王元雍镇北府谘议参军、幽州中正、乐陵阳平二郡太守
- 卢光宗，北魏尚书郎
- 卢文伟，东魏骠骑大将军、青州刺史、大夏孝威男